# Dothichiza foveolaris
Dothichiza foveolaris är en svampart som först beskrevs av Elias Fries, och fick sitt nu gällande namn av Franz Petrak 1921. Dothichiza foveolaris ingår i släktet Dothichiza och familjen Dothioraceae.   Inga underarter finns listade i Catalogue of Life.